# Standard Sixteen
La 16 hp, o Sixteen, è un'autovettura prodotta dalla Standard nel 1905, dal 1909 al 1911, e dal 1929 al 1936.

## Il contesto
Il modello apparve per la prima volta nel 1905, e venne chiamato 16 hp. Possedeva un motore a quattro cilindri. La 16 hp venne introdotta nuovamente dal 1909 al 1911, sempre con motore a quattro cilindri.
Nel 1929 il modello comparve nuovamente, questa volta con un motore a sei cilindri. Quest'ultimo fu sostituito nel 1934 con un propulsore che derivava dal precedente, ma con alesaggio modificato. La Sixteen fu tolta di produzione nel 1936 senza modelli eredi.

## La prima 16 hp (1905)
Introdotta nel 1905, la 16 hp era la vettura più piccola tra i modelli della Standard in produzione all'epoca. Possedeva un motore in linea a quattro cilindri e 3.142 cm³ di cilindrata. Questo propulsore era a valvole laterali, e possedeva sia la corsa che l'alesaggio di 100 mm.
La vettura, commercializzata solo con carrozzeria torpedo quattro posti, era a trazione posteriore.
Dopo solo un anno di produzione, venne sostituita dalla 16/20.

## La seconda 16 hp (1909-1911)
Un altro modello Standard di nome 16 hp venne prodotto dal 1909 al 1911. Possedeva una carrozzeria torpedo ed aveva un motore in linea a quattro cilindri e 2.688 cm³ di cilindrata. La corsa e l'alesaggio erano, rispettivamente, 108 mm e 89 mm. Le valvole erano laterali. Era disponibile con due telai differenti, che si distinguevano dalla lunghezza, cioè 2.794 mm e 3.048 mm.

## La terza 16 hp (1929-1933)
La 16 hp fu reintrodotta nel 1929. Possedeva un motore in linea a valvole laterali e sei cilindri. La cilindrata totale era di 2.054 cm³. Il veicolo raggiungeva i 102 km/h di velocità massima.

## La Flying Sixteen (1934-1936)
Nel 1934 fu introdotta la Flying Sixteen. Possedeva un motore in linea a valvole laterali e sei cilindri. La cilindrata totale era di 2.143 cm³. La corsa era 106 mm, mentre la potenza erogata era di 56 CV a 4.000 giri al minuto.
La trazione era posteriore, mentre il cambio era a tre rapporti sincronizzati. La velocità massima era di 118 km/h. Rispetto alle serie precedenti, il modello era meno elegante. 